# Parafia św. Andrzeja Apostoła w Środzie Śląskiej
Parafia pw. św. Andrzeja Apostoła w Środzie Śląskiej znajduje się w dekanacie Środa Śląska w archidiecezji wrocławskiej. Obsługiwana przez księży salezjanów. Erygowana w XIII wieku.
Proboszczem parafii od 2020 jest ks. Marcin Kozyra SDB.

## Obszar parafii
Parafia obejmuje miejscowości Jastrzębce i Ogrodnica oraz ulice w Środzie Śląskiej: Akacjowa, św. Andrzeja, Białoskórnicza, Daszyńskiego (nr. 1-15, 2-18), Dębowa, Działkowa, Jastrzębia, Jaśminowa, Kilińskiego, Kolejowa, Konstytucji 3 Maja (nr. 1, 3, 5), Krucza, Kościuszki (nr. 1-21, 2-24), Legnicka, Lipowa, 1 Maja, Malczycka, Miła, Mleczarska, Młynarska, Mostowa, Ogrody Zamkowe, pl. Solny, Reymonta, Sikorskiego, Sokola, Stacyjna, Strzelecka (nr. 1-13, 2-6a), Świdnicka, Targowa, Topolowa, Traugutta, Wilcza, pl. Wolności (nr. 1-43, 2-30), Żurawia, Żwirki i Wigury.

## Kościoły i kaplice
- Środa Śląska – kościół parafialny pw. św. Andrzeja Apostoła,
- Środa Śląska – kościół pomocniczy pw. Narodzenia NMP (służy dla kultu Bożego obrządku bizantyjsko-ukraińskiego),
- Jastrzębce – kaplica mszalna pw. Wniebowzięcia NMP,
- Ogrodnica – kaplica mszalna pw. św. Antoniego,
- Środa Śląska – kaplica zakonna Sióstr Elżbietanek,
- Środa Śląska – kaplica zakonna Sióstr Salezjanek,
- Środa Śląska – kaplica zakonna Księży Salezjanów[1].

## Wspólnoty i ruchy
Żywy Różaniec, Straż Honorowa N.S.J., Arcybractwo Dobrej Śmierci, Współpracownicy Salezjański, Koło Przyjaciół Radia „Maryja”, Chór Parafialny, Schola, Centrum Młodzieżowe – Oratorium Św. Jana Bosko, Klub AA, Instytut Formacji Chrześcijańsko-Społecznej im. Jana Pawła II, Lektorzy, Ministranci.